# Chadibe
Chadibe est une ville du Botswana.